# Grandes Diez
Los Grandes Diez, o (Shi Hao Xia) o (十豪侠), son un grupo de superhéroes de origen chino, creados por la editorial DC Comics, además, son patrocinados por el gobierno de los República Popular de China. Aparecieron por primera vez en las páginas de la maxiserie limitada semanal 52 en el #6 (junio de 2006), y fueron creados por Grant Morrison, J. G. Jones y Joe Bennett. Varios de estos personajes tienen sus orígenes basados en la mitología china . A diferencia de los apodos de los superhéroes convencionales, sus nombres están basadas a partir de las traducciones literales en el lenguaje tradicional chino.

## Historia sobre su publicación
Grant Morrison explicó que los antecedentes que tuvo para la creación del equipo, se basó a partir del terreno de juego que también significaba que contenía un esquema para un súper equipo joven de héroes:

“Estoy satisfecho con la introducción de los Grandes Diez debido al deseo que surgió de Paul Levit "En la que se quería mmostrar más superhéroes internacionales no estadounidenses. Después de la primera reunión historica entorno a la serie 52, me fui a casa, indagué en un material referente a la historia y la cultura China que había utilizado para ayudar a crear la historia de fondo cuando trabajé con el personaje Xorn, un personaje de las páginas de la revista de Marvel New X-Men y leí a profundidad un enorme documento completo respecto al origen detallado de la historia de China,  y que leí con profundidad que me permitió desarrollar la historia ficticia de los miembros de los Grandes Diez, así como le incluí algunos detalles sobre como se desarrolló un programa gubernamental en el que el Gobierno Chino intervenía como un super-funcionario a cargo de un programa de superhumanos.”

Según el director de ventas de DC Comics Bob Wayne, el Gran Ten también iba a tener su título en solitario. El 11 de agosto de 2009, se había confirmado oficialmente a través del sitio web del blog del Universo DC, "The Source", anunciaba que el nuevo título sería una miniserie mensual de 10 números, que se preparaba para ser publicada a principios de noviembre del 2009 y producida por el escritor Tony Bedard y el artista Scott McDaniel, con cubiertas de Stanley Lau, algo que finalmente tuvo que ser cancelada debido a los cambios que llegaron en 2011 con los Nuevos 52.

## Biografía ficticia del equipo
El equipo apareció por primera vez en la maxiserie limitada "52" Vol. 1 #6, en donde las acciones de los Grandes Diez se ven obstaculizados por la burocracia de la República Popular de China. Tres de los miembros del equipo se vieron obligados a tener una batalla contra los Green Lanterns Hal Jordan y John Stewart porque no habían completado la documentación requerida para poder intervenir frente a una amenaza cósmica y que no estaban autorizados a entrar en el espacio aéreo de China. Tras los acontecimientos del evento conocido como Crisis Infinita, la asignación sobre el Tratado de energía Libre de China, un tratado por el cual creó una coalición con Khandaq, Irán, Uzbekistán, y Pakistán, permitiendo que el equipo de los Grande Diez unieran fuerzas con Black Ádam en el campo de batalla. Más tarde, en lo acontecido en "52" Vol. 1 semana # 32, Accomplished Perfect Physician salva a Ralph Dibny de su compañero de equipo Yeti que le intentaba derrotar, a cambio, este le ayuda a someterle y logran restaruarle de nuevo a su forma humana. Accomplished Perfect Physician posteriormente comparte detalles a Dibny sobre su vida y poderes, y su papel como "Super-Funcionario" (una forma de llamar a los superhéroes en China), y algunos consejos acerca de una críptica crisis que se avecina en Oriente Medio. Posteriormente, el equipo de los Grandes Diez rompen el pacto con Black Ádam cuando este invade China, por lo que deciden combatirlo, todo esto se debió en parte a su venganza ocasionada tras la muerte de la esposa de Isis durante los acontecimientos del spin-off de '52, titulado, 52: La Tercera Guerra Mundial. Esto también implicaría un enfrentamiento contra varios superhéroes estadounidenses, ya que el gobierno chino estaba dispuesto a ir tan lejos posible como impedir la intervención americana en su país, incluso si era necesario como para lanzar misiles nucleares a EE. UU. si llegasen a violar la soberanía territorial de China. Esta parte del enfrentamiento terminó cuando los Grandes Diez perdieron contacto con Pekín, dejando al líder del equipo August General in Iron con la autoridad para permitir ayuda internacional, a pesar de estar en contra a sus propios deseos.
Como fue visto en la última página de Checkmate Vol.2 #3, el equipo de tierra de Checkmate, durante una misión de infiltración en China, serían descubiertos y arrinconados por Immortal Man-in-Darkness. En el siguiente número, Checkmate Vol.2 #4, August General in Iron, Celestial Archer y Yao Fei, junto con Accomplished Perfect Physician, aparecerían después para apoyar a Immortal Man-in-Darkness, tras una breve escaramuza de ambas partes, donde declararon una tregua. Posteriormente, Yao Fei impide que el Conde Vértigo (que actuaba bajo las órdenes secretas de Amanda Waller) que se encargaba de robar secretos del gobierno Chino, August General in Iron al enterarse de ello decide que Checkmate ha traicionado la tregua y ordena sus ejecuciones, pero fue gracias a que la oportuna del Linterna Verde Alan Scott y los embajadores chinos salvaran la vida del equipo de tierra liderado por Sasha.
En Checkmate Vol.2 #13-15 y Outsiders Vol.3 #47-49, el equipo de Checkmate junto con los Outsiders desarrollan en conjunto una misión de infiltración en la isla Oolong. En las páginas de los Outsiders Vol.3 #48, son atacados por Immortal Man-in-Darkness y el supervillano conocido como Chang-Tzu, que ha regresado, listo para experimentar con la rehén capturada Sasha Bordeaux, de Checkmate y con el Capitán Boomerang, justo con la presencia de August General in Iron.
En la edición #1, ae detalla que el origen de Accomplished Perfect Physician, y se introduce a partir del estalecimiento mitológico sobre ocho deidades de la mitología china encabezado por el Emperador de Jade. En dicho panteón se incluye al emperador Yu Huang, el Emperador de Jade y al rey de los dioses, Lei Kung, el dios del trueno, Feng Po, el Dios de los Vientos, Kuan Ti, el Dios de la Guerra, Lei Zi, la diosa del Rayo y la esposa de Lei Kung, Chu Jiang, una diosa menor de los muertos que gobierna el segundo nivel del Diyu, perteneciente al Dios Gong Gong, conocido como el Dios de inundaciones, y Chu Jung, el dios del fuego y padre de Gong Gong.
En la edición #2, se describe el origen de Celestial Archer, por el cual se asocia a los dioses antiguos chinos que han regresado a jurar venganza. En la historia, los ciudadanos de Lhasa habían quedado atrapados en medio de una guerra, quedan a expensas de la batalla de los dioses antiguos contra los Grandes Diez, pero los súper funcionarios no serían rival para los enojados dioses antiguos, no cuando uno de los miembros Celestial Archer, opta por volverse en contra de su equipo y lucha junto a los dioses.
En la edición #3, se explica el origen de Thundermind, en donde aparece en tiempos de necesidad para defender a China contra el mal y la injusticia. Pero cuando se une a los Grandes Diez, Thundermind, en su batalla contra los dioses antiguos chinos, aprende el secreto sorprendente de que los dioses antiguos chinos han estado ocultando (un secreto tan grande que podría destruir a toda China).
En la edición #4, se describe el origen de Immortal Man-in-Darkness, mientras batalla contra Feng Po, en Shanghái. Immortal Man-in-Darkness finalmente derrota a Feng Po, y los Grandes Diez descubren que Feng Po está utilizando la tecnología de la raza alienígena Durlan y que los dioses antiguos chinos son falsos.
En la edición #5, de describe el origen del August General in Iron, explicando el incidente clasificado conocido como "Qinghai", ocurrido hace quince años, en las montañas de Kunlun, China. En la misma historia, se relata sobre los planes de los dioses antiguos chinos que planeaban invadir Hong Kong. Celestial Archer se daría cuenta de que los dioses antiguos chinos no son los dioses reales y le envía un mensaje a los Grandes Diez acerca de sus sedes.
En la edición #6, de describe el origen de Ghost Fox Killer y su historia temprana como luchadora mortal que combate el crimen en Hong Kong, se menciona la aparición de un informante al que ella utiliza para recopilar la información sobre las tríadas chinas en China. También se da a conocer su vínculos con los dioses antiguos chinos, las tríadas taiwaneses y con el gobierno de Taiwán ; dando como resultado la intensificación del conflicto entre el continente y Taiwán , y un ataque perpetrado por Chu Jiang en el paseo marítimo de Hong Kong.
En la edición #7, de describe el origen de los Seven Deadly Brothers, mientras ellos y Accomplished Perfect Physician luchan contra lo gánsteres en Hong Kong al intentar detener a funcionario del gobierno taiwanés, Ma Saihung. En esta historia también aparece una pelea entre los restantes dioses antiguos enfrentándose contra los Grandes Diez: August General in Iron, Ghost Killer Fox, y Shaolin el robot, tras la muerte de Chu Jiang.
En la edición #8, de describe el origen de Shaolin, el Robot, y se continúa relatando la lucha que se contaba en la edición anterior, concluyendo con la decapitación del Emperador de Jade por parte de Shaolin el Robot, gracias a los esfuerzos liderados por la dirección de los Grandes Diez. La historia concluye con el interrogatorio telepático al gobierno taiwanés que llevó al descubrimiento de una fábrica de robots en el desierto de Gobi.
En la edición #8, de describe el origen de Mother of Champions, y concluye la serie tomando el punto de vista a partir de la historia relatada por parte de uno de sus últimos hijos, engendrados por la Guardia Socialista Roja. Un soldado de la Guardia Socialista Roja cuenta los orígenes de este equipo, aunque solamente se insinúa esa misma historia durante el relato de la  historia principal de la serie, mostrando parte de sus hazañas del equipo en toda la serie, sin embargo, se establece que él fue primer Super-funcionario y que se sintió traicionado por su país. Los Grandes Diez terminarían uniéndose al final, junto al resto del equipo de "falsos dioses" para destruir el ejército de robots creado por un criminal militar, siendo un General taiwanés.

### Los Nuevos 52/DC Renacimiento
Recientemente, tras ser miembro de la JLI, August General in Iron fue visto de nuevo con su equipo Los Grandes Diez en las páginas de Justice League.

## Miembros
El equipo de los "Super-funcionarios" (tomando la ideología del espíritu comunista chino por el cual rechaza la palabra 'héroe' para mostrarlos como personas humildes) tiene du base de operaciones en la Gran Muralla china siendo su representación simbólica. Este complejo alberga un complejo masivo de mando y un apoyo técnico para el equipo, así como una serie de instalaciones que también sirve para la creación de superhumanos chinos. La burocracia china tiene que aprobar todas sus acciones como equipo de los Grandes Diez para poder tomar participación durante el combate.

### Accomplished Perfect Physician
Accomplished Perfect Physician, también conocido como 達医者完 (Dá Yī Zhĕ Wán), Yao Fei nació un pequeño poblado campesino en la provincia de Anhui. Yao tenía los sueños de convertirse en un médico pero carecía del dinero suficiente para poder acceder a la escuela de medicina. Se enlistó en el ejército en su lugar. Cuando su unidad fue enviada para reprimir un levantamiento en Gyantse, Tíbet, Yao mató a un monje llamado Tenzin Cering. Horrorizado por lo que había hecho, abandonó su unidad estuvo a punto de ser fusilado por su oficial al mando. Sin embargo, fue salvado por un curandero local quien le dijo a Yao que su hijo, Tenzin, por el que se suponía que era el decimoséptimo hombre que ocuparía el manto como Accomplished Perfect Physician; Ya que Tenzin había muerto, Yao Fei fue forzado a tomar su lugar por parte del padre de Tenzin. Tenzin envió a Yao a través de un portal mágico, donde se albergaba los recuerdos y los poderes de los anteriores Accomplished Perfect Physician. Ahora, siendo el nuevo Accomplished Perfect Physician, Yao fue calificado como un forajido de la ley y enemigo del estado chino, durante muchos años, antes de que se uniera voluntariamente a los Grandes Diez.
Capaz para generat sonidos vocales simples, Perfect Physician ha logrado poder producir una gran variedad de efectos mágicos, como parálisis física o mental, campos de fuerza, reorientación energética, autocuración y de los demás, destrucción de la materia y crear terremotos. Es conocido por ser el diplomático del equipo, Accomplished Perfect Physician parece ser un individuo que ha adquirido habilidades de personas bien desarrolladas. Generalmente, no se lleva bien con su jefe de equipo, August General in Iron, quien ve a Yao como un desertor irreverente.

### August General in Iron
August General in Iron o钢铁圣将 (Gāng Tiě Shèng Jiāng) , también conocido como Fang Zhifu, anteriormente miembro del equipo "Xeno-Team", una unidad de operaciones especiales de élite china entrenados para encuentros con extraterrestres. Hace 15 años, su unidad fue enviada a investigar un alienígena Durlan, cuya nave se estrelló en la provincia de Qinghai. El Durlan de algún modo acabó con su unidad con un arma patogénica convirtiéndolos en carne de fusión. Fang Zhifu apenas sobrevivió inyectandose a sí mismo un contra-agente que le redujo la degeneración física. Los científicos chinos lo sometieron a tratamientos especiales que le salvaron la vida, pero también le habían dotado de fuerza sobrehumana y le causaron a su piel unas placas de hierro similares que le crecieron por todo el cuerpo. Luego fue reclutado para formar parte de una división metahumana de China. Él maneja unas habilidades que le permiten cortar fácilmente el metal.
August General in Iron es el líder de campo del equipo de los Grandes Diez, mientras que los comandos de operaciones de Los Grandes Diez, que todavía tienen que ejecutar todas las decisiones de liderazgo,  lo realiza el Comité Central, que se encarga de darle las órdenes a August General in Iron . También se desempeña como Alfil Rey Negro en Checkmate. Él fue con quién se había reunido con Ghost Fox Killer en Hong Kong para que esta última se uniera al equipo. Por alguna razón, él era inmune a su toque mortal, por  lo que los dos se convirtieron en amantes. Como soldado fanático, y que desprecia al Accomplished Perfect Physician debido a la actitud irreverente y haber sido desertor del ejército.
Fang Zhifu (También es igualmente conocido como Sun Tzu, debido a su especialidad en el Arte de la Guerra.

#### Los Nuevos 52
Después de Los Nuevos 52 (reboot de continuidad del Universo DC), se invitó a formar parte de la Liga de la Justicia Internacional a August General in Iron, recomendado por el consejo de seguridad de las Naciones Unidas que aconsejó al grupo señalando que fue seleccionado porque representa a "la nación más poblada del mundo". Sus comentarios acerca de la superioridad de la ingeniería china sacan rápidamente la ira a Rocket Red.

### Celestial Archer
Celestial Archer o体射手 (Tiān Tĭ Shè Shŏu) es una figura especial del equipo, por ser asociada a la mitología china. Como adolescente, Xu Tao vendía recuerdos a los visitantes a las faldas del Monte Tai. Después de que el negocio de su padre fuese cerrado por la corrupta policía de la República Popular, se unió a una banda para poder mantener a su familia. Sin embargo, no era un buen ladrón, y durante un robo fallido terminaron junto con sus compañeros de banda en la cárcel. Cuando estos finalmente fueron libres, buscaron vengarse buscándolo para asesinarle. Lo persiguieron hasta a un antiguo templo al pie del monte Tai. Al tiempo que se ocultaba detrás de un árbol, Tao fue tragado por la tierra, y se encontró en una caverna donde se encontró el arco celeste de Yi. El arco mágico le rogó a Tao que le permitiera tomar su cuerpo como propio, ya que estaba muriendo después de cuatro mil años en desuso. Cuando Tao lo recogió, se transformó en Celestial Archer y le concedió a Yi las habilidades de tiro con arco siendo unas habilidades divinas. Después de lograr ahuyentar a su antigua banda, instintivamente disparó una flecha a la luna, creando un puente mágico que lo llevó a la casa de los dioses chinos. Los dioses le encargaron servir como su agente en la Tierra, para inspirar a los chinos y recordarles a sus antiguos dioses, cuyo culto fue suprimido por el gobierno comunista.
Celestial Archer tiene una infalible puntería capaz de disparar flechas cargadas con una energía misteriosa, o que puede convertir el día en noche.
Xu en sí, es un personaje irreverente, irrespetuoso con la autoridad de August General in Iron. Considera que su papel en los Grandes Diez como algo secundario para su misión divina, algo que hizo reconsiderar esta idea fue cuando se enfrentó a una serie de dificultades cuando de manera tonta se pasó a un bando de metahumanos que se hacían pasar por deidades chinas.

### Ghost Killer Fox
Ghost Killer Fox o 鬼狐杀手 (Guǐ Hú Shā Shǒu) es un emisario del sexo femenino de la colonia oculta de las mujeres Ghost Fox". Ella está acusada de asesinar a hombres criminales, y tiene poder sobre el control de los fantasmas de aquellos hombres. Al parecer, lo que la obliga a huir de su ciudad de origen se debe a lo que la impulsó que ella manipulase el alma de hombres criminales asesinados, y que ocasionaba que con su tacto a cualquier persona causase la muerte instantánea a cualquiera que ella toque, obligando a que este poder se convierta en una maldición. Ella normalmente está acompañado de un rui shi (o león imperial de la guarda de jade vivo). De acuerdo a su misión, si Ghost Killer Fox no mata a hombres perversos para su colonia, su sociedad caerá. Ella se encuentra con August General in Iron al inicio de su carrera heroica, y se sorprendió al descubrir que ella puede tocar su cuerpo sin poder matarlo. Ella ha demostrado sentimientos indefinidos de lealtad hacia él.

### Immortal Man-in-Darkness
Hace quince años, un piloto Durlan junto con su nave se estrellaron en china en la provincia de Qinghai. La ingeniería inversa de los chinos utilizó la tecnología de la nave y utilizó su tecnología para construir el Dragonwing, uno de los aviones de combate más avanzados del mundo. El piloto que probó la aeronave, se sentaba sobre una cabina llena de una especie de líquido amniótico, uniéndose asimismo a la nave.
Este tipo de enlace descomponía gradualmente la estructura molecular de un ser humano; cada vuelo requerpia un descanso de un año para la vida del piloto. El Dragonwing sería trasladado por una sucesión de pilotos de la Fuerza Aérea de la República Popular China, por los cuales se habían sacrificado a sabiendas de haber servido a China, siendo estos conocidos como el Immortal Man-in-Darkness o 黑暗中的不朽者 (Hēi Àn Zhōng De Bù Xiǔ Zhě).. El piloto actual es Chen Nuo. El opera desde la base aérea de Anshan, pero su hogar está en Shanghái.
El Dragonwing es un poderoso avión que cambia forma. Puede tomar la forma de humo difuso y controlar los vientos con la fuerza de un huracán.

### Madre de Campeones
Wu Mei-Xing, conocida como Madre de Campeones o 冠軍母亲 (Guàn Jūn Mǔ Qīn), fue una física teórica, que había estado trabajando en un acelerador de partículas cuando se expuso brevemente a la "Teórica partícula de Dios", que hizo que ésta mutase generando su sistema inmunológico que activó su Metagen. Al principio, ella era incapaz de tener hijos debido a su esterilidad inicial causada por la radiación, pero con el tiempo, descubrió que esta esterilidad cambiaría, logrando obtener un poder que le otorgaría una super-fecundidad, como su poder principal por accidente. Ahora, ya no necesitaría comer, ni tiene porqué recordarse a sí misma que puede respirar, volviéndose inmune al envenenamiento por radiación ionizante.. Ahora, puede volver a dar a luz a una camada de veinticinco seres genéticamente idénticos como súper soldados de combate, aproximadamente cada tres días. Sin embargo, estos niños son de corta duración, por no menos de una semana de duración, ya que llegan a envejecer hasta los diez años cada veinticuatro horas. Ella tiene a veces una silla metálica con patas similares a insectos que utiliza para poder mantener su movilidad durante su estado de embarazo. Más tarde, se propuso utilizar el alias de "Niang Guan Jun", cuyo aquel era su nombre real.
Uno de sus hijos superpoderosos fue nombrado como Número Cuatro, este apareció en la historia de Proyecto OMAC: Crisis Infinita Especial #1. En Nightwing Vol.2 #144, Madre de Campeones es secuestrada del Complejo de la Gran Muralla por un equipo encubierto de Talia al Ghul; en este mismo número se reveló que ella ya había tenido miles de niños, y que cada lote de los niños superhumanos son concebidos como pretendientes que ella escoge al azar. Sus hijos parecen demostrar habilidades superhumanas bastante estándares, a excepción de cuando tiene a los hijos compañeros temporales para cada miembro de los Grandes Diez. Ella ha tenido hijos con Seven Deadly Brothers, Accomplished Perfect Physician, y por lo menos con alguno de los que han portado el manto de Immortal Man-in-Darkness, y recientemente, con la Guardia Socialista Roja.

### Seven Deadly Brothers
Yang Kei-Ying es conocido como uno de los siete hermanos mortales o 致命七兄弟 (Zhì Mìng Qī Xiōng Dì), nació en la pobreza en la provincia de Fujian hace más de 300 años. Era un soldado al servicio del emperador Yongzheng en año de 1723, y participó en la destrucción del templo Shaolin. Uno de los grandes maestros del Kung-Fu del templo, Bak Mei, se pasaron al lado del emperador y ayudó a destruir el segundo templo. Yang fue impresionado por la habilidad de Bak Mei y quiso aprender Kung Fu por sí mismo, pero Bak Mei se rio de él y pensaba que era poco prometedor. Abandonó el ejército y se dirigió a la escuela de los Siete Escribas de Cloudy Satchel, siete taoístas hechiceros que vivían en las montañas cerca de Song Shan. Yang rogó a convertirse en alumno y trató de convencer a los hechiceros con toda clase de excusas y mentiras, pero los hechiceros vieron a través de él y le pusieron una maldición como castigo por sus malas acciones. Le colocaron en su mente un conocimiento completo sobre las siete escuelas de Kung-Fu y una se de lujuria por la violencia, y lo enviaron de vuelta a matar a Bak Mei, debido a que los soldados habían destruido los templos Shaolin, además, la maldición le concedió vida eterna. Siglos después, se incorporó a los Grandes Diez y fue desarrollando su propio camino, alegando que recibió sus poderes de una vieja mística quien le salvó de una paliza.
Al entrar en batalla, Yang se puede divir en siete clones idénticos, cada uno, es una representación de los maestros de una de las siete escuelas de kung-fu caída al momento en que Yang vivió, otorgándole dichas habilidades en combate.

### Shaolin Robot
Cuando el primer emperador de China, encargó la construcción de su tumba, un brillante ingeniero con el nombre de Lao Yuqi había construido un centenar de autómatas mecánicos para servir como guardias de la tumba. El emperador en vano y celoso de su ingeniero, ordenó que Lao fuese enterrado con él en el momento de su muerte para que su genio no sirviera a otro patrón. Antes de morir de sed, Lao reprogramó a uno de los autómatas con sus propios puntos de vista, valores y prioridades que le dieron una apariencia de libre albedrío. Miles de años después, cuando la tumba fue descubierta por los arqueólogos, los autómatas armaron un alboroto con el intento de derrocar al gobierno comunista y restaurar el dominio imperial. Estos autómatas fueron vencidos por los Super-Funcionarios. Sólo el autómata reprogramado de Lao permaneció inactivo en su regreso a la tumba. El gobierno chino lo reactivó y fue actualizado con la tecnología Durlan.
Shaolin Robot habla con simples hexagramas I-Ching, pero puede expresar pensamientos más complejos utilizando escritos Pinyin. Fue visto usando sus hexagramas I Ching para hablar. En 52 #50, Shaolin Robot habla tres veces en el cómic. Más adelante, cuando se prepara para atacar a Black Ádam, habla usando el  (hexagrama 38), que es 睽 (kui2), que representa oposición o contradicción. En la siguiente viñeta, mientras ataca activamente a Black Ádam, habla con el hexagrama 6, 訟 (song4), que representa contención o discusión. Por último, como Black Ádam termina por destruir a Shaolin Robot, habla , (Hexagrama 23) 剝 (bol), que representa destrucción o división separada. Más tarde, mientras luchan contra Shield, habla usando el hexagrama 18 (, '蠱' (que significa corrección),  (hexagrama 39), '蹇' (obstrucción),  (Hexagrama 25), que significa '無妄' (pestilencia), y finalmente  (Hexagrama 1), que significa '乾' (fuerza).

### Guardia Socialista Roja
Su nombre real es Gu Lao, es uno de los más antiguos héroes comunistas chinos. Usó sus poderes solares para llevar a cabo la revolución cultural. Su cuerpo es altamente radiactivo , por lo que se ve obligado a llevar una armadura especial de ingeniería inversa a partir de la tecnología Durlan. Desde entonces, se ha vuelto amargo y desilusionado, ya que China abandonó la visión ideológica y cultural de Mao Zedong y abraza a la economía de mercado. Vive como un ermitaño en un lugar aislado del desierto de Gobi debido a la posible amenaza de una fusión nuclear. La Madre de Campeones es inmune a su radiación, y fue la primera persona en tocarlo en más de quince años.

### Thundermind
Thundermind o 雷念 (Léi Niàn) es Zou Kang, un profesor de historia en la escuela intermedia N.º 8 en Beijing que, durante un recorrido por el Museo de Beijing, accidentalmente recitó en voz alta en sánscrito una "frase de activación", que era un código antiguo para un artefacto budista. Posteriormente, se transformaría por accidente en Thundermind cada vez que recita su frase clave desbloqueando lo que denomina el potencial humano pleno y completo, convirtiéndose en un Bodhisattva, un ser con el poder acceder a las habilidades análogas metahumanas cuyos poderes han sido enumerados por los budistas siddhis. Aparece cuando salva a un tipo de maestro llamada Miss Wu, que pasa a ser su interés amoroso bajo su alter ego como Thundermind. También tiene súper sentidos similares a la telepatía, y él es la conciencia del equipo. Él es el más respetado de los Grandes Diez, especialmente en su ciudad natal Pekín.

## Miembros de la Reserva

### Chang Tzu
A partir de lo revelado por el Linterna Verde Alan Scott cuando entró en contacto con Thundermind, Chang Tzu y su Escuadrón de la Ciencia son miembros de reserva de los Grandes Diez, ya que proporcionan, entre muchas otras cosas, los fondos para que opere la organización y la tecnología que utilizan.

### Número Cuatro
Número Cuatro fue uno de los hijos que engendró Madre de Campeones, siendo uno de los seres con superfuerza  más complicados. Número Cuatro fue enviado a Arabia Saudita para recuperar el satélite Brother Eye que controlaba a los OMAC, demostrando fuerza sobrehumana, invulnerabilidad y reflejos aumentados, además, Número Cuatro es una referencia de la mitología China proveniente del siglo XIV, a los denominados Diez Hermanos, al cuarto de ellos, debido a la superfuerza que posee.

### Shen Li Po
Shen Li Po anteriormente era Alfil Rey Negro en Checkmate. Shen Li Po más tarde regresaría al Complejo de la Gran Muralla tras un permiso de ausencia y fue reemplazado por el General August in Iron.

### Yeti
Su nombre real es Hu Wei. Yeti es un científico que descubrió unos poderes que desencadenaron una manera atávica la activación de un MetaGen, que le confiere al usuario transformar a humanos normales en Hombres Monstruos. Este descubrimiento le permitió transformarse en un poderosa criatura blanca con el pelaje de una criatura criptológica como el Yeti, pero con el defecto de poseer un rabia incontrolable. Si bien, en su forma de Yeti, Hu Wei debe llevar un amuleto electrónico especial alrededor de su cuello que le impide ser agresivo, que le permite extraer esa ira contenida a través del pelaje. Sin embargo, debido a que perdió el control por completo en la serie 52, tuvo una muerte prematura en 52 Semana 50 por parte se Black Ádam.

## Otras versiones

### Universo de Antimateria
Hay una contraparte del malígna de los Grandes diez provenientes del Universo de Antimateria, conocidos como "Los más Indignos Diez".

### Flashpoint
En la línea de tiempo alternativa de la serie limitada Flashpoint, August General in Iron era un miembro del consejo H.I.V.E. Votó a favor de que los civiles inocentes que vivían en Europa occidental en medio de la guerra entre los Atlantes liderados por Aquaman y las Amazonas lideradas por Wonder Woman se sacrificaran en favor de detener la guerra antes de que se ordenara el uso de armas nucleares para poder poner fin a la guerra.

## Apariciones en otros medios

### Televisión
Yao Fei aparece en la serie de televisión Arrow interpretado por Byron Mann. En el show, él no es Accomplished Perfect Physician, sin embargo, es mostrado como un desertor del ejército chino y con una formación en medicina que no fue especificado. Él es el padre de Shado (y la razón de que Yao Fei se alió más tarde con Edward Fyers y Billy Wintergreen), y él actúa como sensei de Oliver Queen en la isla donde naufragó.

### Varios
Una versión de los Grandes Diez aparecieron en la edición #8 del cómic de Batman: The Brave and the Bold. Ayudan a Batman a luchar contra un ejército de yetis.